# Eriosorus ewanii
Eriosorus ewanii là một loài thực vật có mạch trong họ Adiantaceae. Loài này được A.F. Tryon miêu tả khoa học đầu tiên năm 1970.